# Soie d'araignée
Cet article concerne la soie produite par les araignées. Pour la fibre textile produite par les vers à soie, voir Soie.

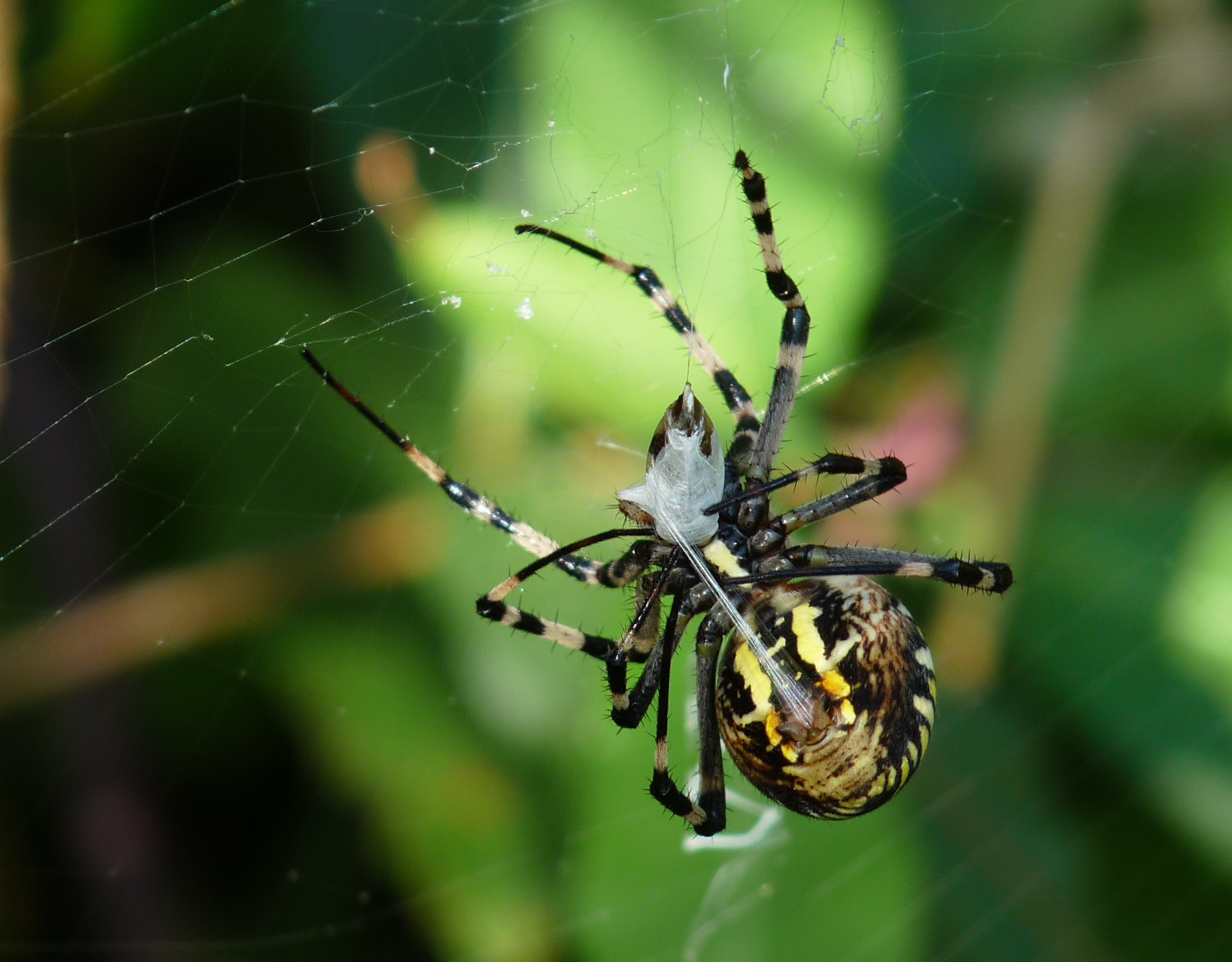
Argiope bruennichi entourant sa proie de soie.

La soie d'araignée est une fibre de protéine filée par les araignées.
Les araignées utilisent notamment leur soie pour capturer leurs proies, fabriquer des toiles ou des cocons pour protéger leur progéniture ou conserver leurs proies.
Certaines espèces ne tissent pas de toiles, mais produisent de la soie. 
La soie d'araignée est réputée pour sa résistance, sa légèreté et son élasticité.
En médecine traditionnelle, on s'en sert localement pour la cicatrisation de blessure.

## Production de la soie
La soie est produite par des glandes, chacune reliée à une fusule, tube des filières servant à filer la soie. Les filières sont généralement au nombre de six, placées sur les 4e et 5e segments. Certaines araignées nommées cribellates possèdent un cribellum, une plaque antérieures libérant la soie par de nombreuses fusules  et qui est ensuite peignée par une rangée d'épines, le calamistrum.
En remarquant que certaines mygales arrivaient à se stabiliser sur des substrats mouvants comme des plaques de verre glissant les unes sur les autres, des chercheurs ont cru montrer qu'elles produisent de la soie via des « microtubules » répartis à l’extrémité de leurs pattes (tarses) quand elles sont en danger ou qu'elles glissent. Sur les mues de ces araignées, la microscopie révèle des tubules sécréteurs de soie, répartis sur la surface de contact du tarse. Cependant, il s'agissait en réalité d'une erreur d'interprétation des résultats : une contre-publication est parue en 2013 à ce sujet.

## Types de soie
Une araignée peut produire jusqu'à 8 types différents de soie : soie sèche servant de fil de cheminement
(fil de sécurité qu'elle laisse derrière elle), de fil de cadre ou de rayons entrant dans la confection de la toile régulière, soie gluante constituant la spirale destinée à capturer les proies, soie cribellée (en) qui adhère aux proies comme du « velcro », soie parcheminée et soie cotonneuse entrant dans la confection des cocons.

## Propriétés
Les fibres de soie sont formées de fibroïnes (protéines filamenteuses, appelées aussi spidroïnes, composées de copolymères à blocs hydrophiles et hydrophobes) constituées à 25-30 % d'alanine et à 40 % de glycine.
La soie d'araignée est un polymère dont la configuration moléculaire peut varier et rapidement s'adapter à la température et à l'humidité, ce qui intéresse les chercheurs en biomimétique ou en robotique. 
La soie d'araignée est notamment capable de « Supercontraction » (de 10 à 140 MPa de tension) quand elle s'humidifie (en plusieurs minutes quand l'hygrométrie dépasse 70 %), et plus rapidement quand elle est subitement mouillée. C'est ainsi que les toiles peuvent résister à la pluie, et au poids de la rosée voire accumuler plusieurs grammes d'eau sous forme de gouttes, à partir de la bruine par exemple. 

La thermostabilité varie aussi selon le degré de supercontraction.
Ses propriétés de solidité (certains disent que la fibre est aussi solide que l'acier tandis que d'autres disent qu'elle est 5 fois plus résistante mais six fois plus légère, fibre 4 fois plus solide que les meilleures fibres synthétiques) et d'extensibilité (étirable 30 à 40 % de sa longueur initiale, jusqu'à 200 % pour certaines araignées) lui confèrent une énergie à la rupture six fois supérieure à celle du Kevlar.
Une fibre constituée de soie d'araignée peut théoriquement, avec les propriétés précédemment citées, arrêter un Boeing 747 volant à 200 miles/h, soit environ 320 km/h, mais cela requerrait une fibre d'un centimètre de diamètre et d'une longueur initiale de 30 kilomètres. Pour arrêter l'avion, l'extension d'une telle fibre devrait atteindre 9 kilomètres.

## Composition et structure

Structure de la fibre de soie d'araignée : les feuillets β sont reliées par des chaînes amorphes.

Les fibres ont deux composantes principales : 
- 63 % d'une composante cristalline (les feuillets β riches en alanine qui se lient via des liaisons hydrogène) de cristaux de 2 à 5 nanomètres de côté (spidroïnes de 6 à 10 acides aminés à blocs hydrophobes) responsable de la solidité de la fibre (comparable à celle de l'acier) ;
- 22 %  d'une composante amorphe (en particulier d'hélices alpha surtout constituées de glycine), molle (spidroïnes à blocs hydrophiles) responsable de l'élasticité de la soie (sa taille peut s'accroître jusqu’à 35 % pour un fil de structure de la Nephila clavipes) ;
- 15 % de matières grasses et d'eau.

Il existe en très faible proportion des régions semi-cristallines qui lient les feuillets plats aux régions amorphes.
Ces structures et propriétés ont été notamment révélées grâce à des simulations informatiques.

## Historique
Conscient que la sériciculture dans sa région demeurait fragile en raison des maladies du ver à soie, le Montpelliérain Bon de Saint Hilaire a l'idée en 1709 de développer l'exploitation de la soie d'araignée.
En 1710, René-Antoine Ferchault de Réaumur écrit un mémoire intitulé Examen de la soie des Araignées dans lequel il montre que la soie d'araignée est plus onéreuse à produire que celle du ver à soie tout en étant moins belle. Il détermine qu'il faut 55 296 araignées pour que leurs glandes séricigènes produisent 500 grammes de soie, alors que 2 500 vers à soie suffisent et conclut que l'exploitation de la soie d'araignée est non rentable.
Dans les années 1880, le missionnaire jésuite Paul Camboué s'appuie sur les études de Vinson sur la Néphile dorée (araignée géante pouvant produire jusqu'à 4 km de soie dorée par mois) pour créer à Madagascar une machine permettant de récolter de grandes quantités de fil produits par cette araignée. Ses essais sont repris par une école d'aranéiculture fondée à Tananarive en 1896, laquelle exploite des néphiles, grandes araignées à toile géométrique mais la production s'arrête au début du XXe siècle car l'aranéiculture est moins rentable que la sériciculture (contraintes de l'élevage nécessitant de grands espaces ou des cages individuelles pour éviter le cannibalisme, et de nombreuses proies vivantes). De plus, l'exploitation industrielle de ces araignées a eu pour conséquence la prolifération de moustiques, notamment ceux porteurs du paludisme, l'île voyant une recrudescence de cette maladie au début du XXe siècle.
Aujourd’hui encore, certains peuples récoltent et utilisent la soie d’araignée de manière artisanale, comme les Papous en Nouvelle-Guinée qui confectionnent les filets de pêche avec ce matériau.

## Soie d'araignée artificielle
Après des tentatives de domestication des araignées afin de produire des fibres pour gilets pare-balles qui échouèrent, des recherches furent menées sur la synthèse de soie d'araignée artificielle. Les applications visées pourraient aller du fil de suture biodégradable au textile balistique, la soie étant plus résistante et élastique que le Kevlar dont on fait les gilets pare-balles). Bien que l'on sache reproduire la structure des fibroïnes, le filage en fibres pose des difficultés et le coût d'obtention de ce matériau reste prohibitif.
En 1990, grâce à un financement de l'armée, le Randy Lewis lab de l'University of Wyoming identifia les deux gènes qui codent les protéines qui forment la soie d'araignée afin de les insérer dans une bactérie. L'US Army Soldier and Biological Chemical Command, à Natick, et l'université du Wyoming tentèrent d'en produire des quantités suffisantes en obligeant des bactéries à produire les protéines. Cependant, les résultats furent insuffisants, tant au niveau de la quantité que de la qualité. Si la soie d'araignée est si forte, c'est grâce à la nature répétitive de deux de ses gènes, mais les bactéries coupaient la séquence en diminuant ainsi la résistance de la soie produite
En 1993, Turner, un généticien et chercheur de l'université McGill à Montréal, découvrit des similitudes entre les glandes séricigènes des araignées et les glandes mammaires des chèvres. Après trois ans de recherche au sein de la compagnie Nexia  Biotechnologies, les scientifiques réussirent à produire de grandes quantités de soie d'araignée en insérant les deux gènes dans des glandes mammaires de chèvres. Le lait récolté contenait ainsi des protéines qui, une fois purifiées, furent introduites dans de petits tubes où elles formèrent de la soie ultra-résistante, très proche de la soie naturelle. Nexia fut propriétaire d'une ferme contenant une douzaine de chèvres génétiquement modifiées. Après la faillite de Nexia, les recherches sont poursuivies par l'University of Wyoming puis la Utah State University et le Randy Lewis lab avec 30 chèvres. Les avancées de l'armée sur la soie nommée « Biosteel », créée grâce aux protéines de Nexia, sont plutôt discrètes. Cependant, on peut supposer la préparation de nombreux tests de performance de la soie dans le futur remplacement du Kevlar. En effet, le Biosteel possède de nombreux avantages. Alors que le Kevlar est fabriqué à base de pétrole et nécessite des procédés chimiques dans sa fabrication, ce matériau ne nécessite qu'une infrastructure de production beaucoup moins lourde et moins coûteuse. En plus de ses meilleures performances, le Biosteel est aussi plus léger et flexible que le Kevlar. Il reste, cependant, des points d'interrogation quant à la longévité d'une telle soie, en plus de sa capacité à résister à de grandes chaleurs, qui pourrait être moins bonne que celle du Kevlar. Cependant, le Biosteel semble voué à un grand avenir au niveau du gilet pare-balles. Même si ses capacités antibalistiques exactes sont encore inconnues publiquement, on peut prévoir la diminution marquée du poids d'un gilet pare-balles fait de cette matière.
Le biochimiste allemand Thomas Scheibel a réussi à produire par biomimétisme des protéines de soie d'araignée en modifiant des bactéries E. coli avec des gènes provenant de l'épeire diadème et les tisser en une fibre, puis à imiter le mécanisme complexe par lequel les araignées tirent et filent des brins de soie en fibres pour confectionner leurs toiles. La fibre protéique tissée par les araignées contient jusqu'à 1.500 brins de soie par fil. Ses premiers produits ont été mis sur le marché en 2014. Afin de produire son invention à l'échelle industrielle, Thomas Scheibel a cofondé avec Lin Römer à Munich en 2008 AMSilk, entreprise issue de l'Université technique de Munich (TUM) elle emploie 70 personnes en 2024. Cette soie d'araignée est aujourd'hui utilisée dans un large éventail de produits tels que les cosmétiques, les soins chirurgicaux, l'enrobage des comprimés pharmaceutiques, les gilets pare-balles ou encore dans l'électronique informatique. Entièrement biodégradable et biocompatible, avec un faible risque de rejet, cette nouvelle soie est bien adaptée aux implants et autres utilisations médicales, comme les textiles médicaux et les instruments chirurgicaux - treillis, bandages ou pansements. En 2014, l'entreprise est devenu le premier fournisseur industriel de polymères de soie synthétique et commercialise ses tissus sous la marque Biosteel® depuis 2015,.
En 2023, une équipe chinoise annonce avoir fait produire de la soie d'araignée par des vers à soie transgéniques ; ces soies ont une résistance à la traction élevée (1 299 MPa) et une ténacité exceptionnelle (319 MJ/m3, six fois plus que le Kevlar), tout en pouvant être produites avec des longueurs comparables aux soies naturelles d'araignée.

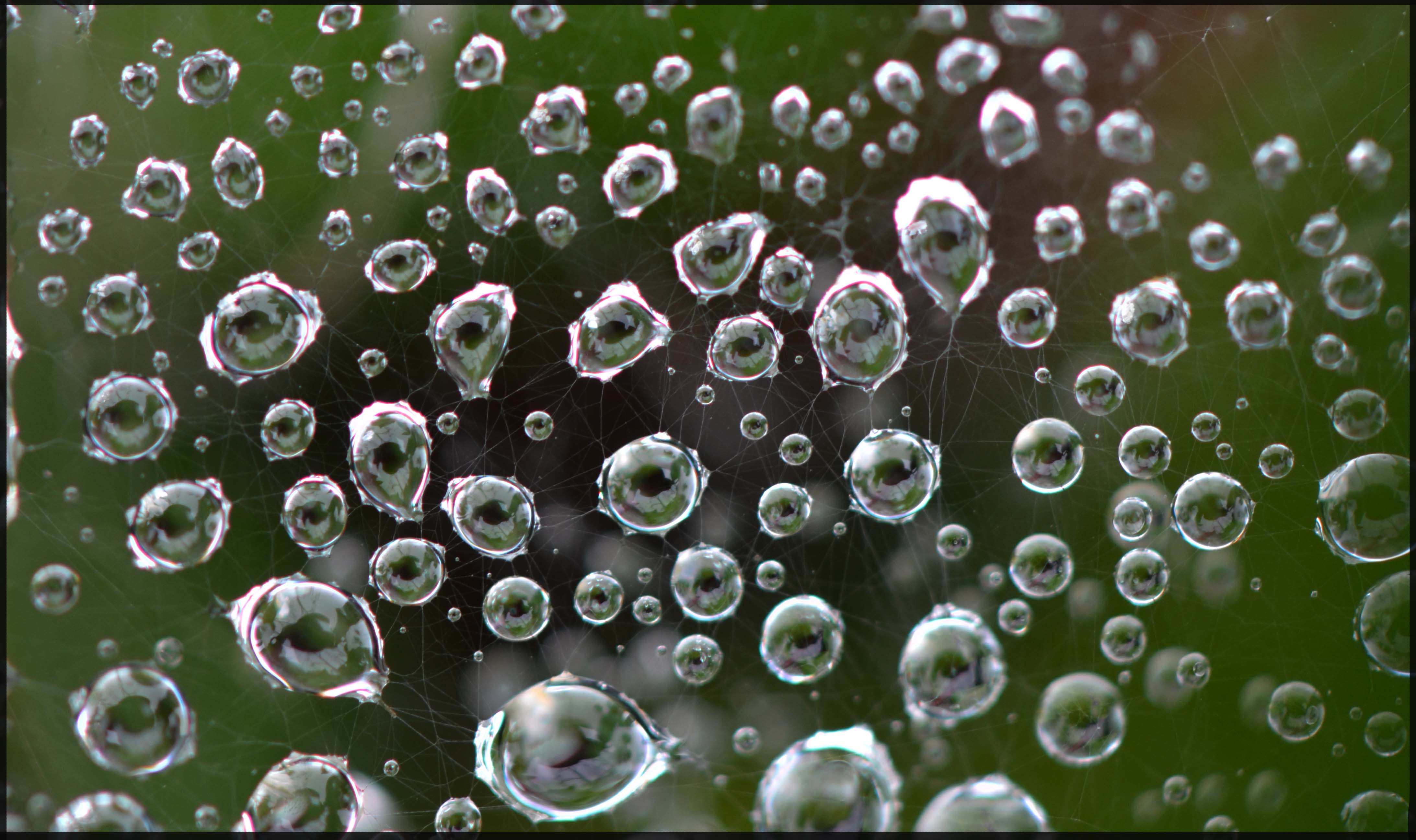
Gouttes de pluie piégées dans une toile d'araignée
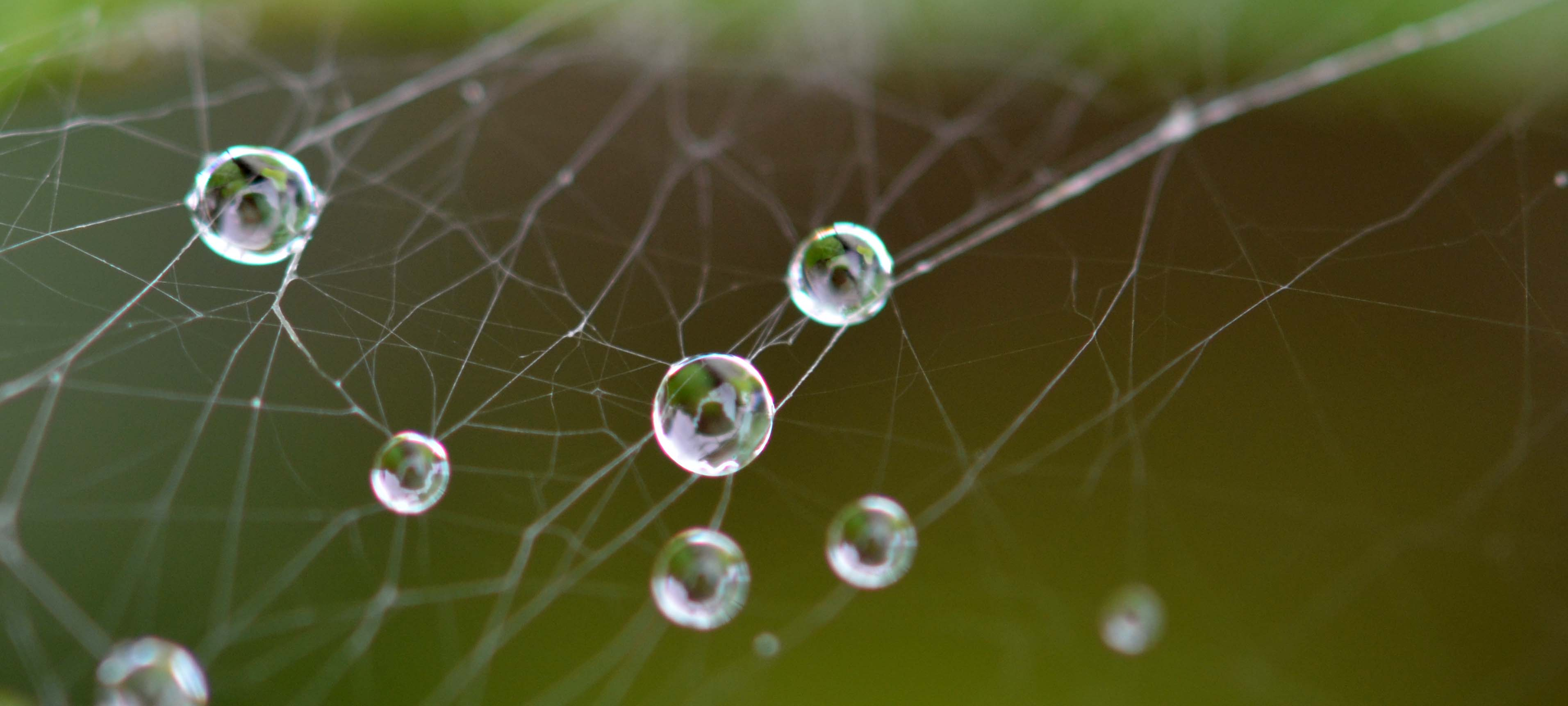
L'humidité tend la toile et le réseau de fil qui se déforment à peine, malgré le poids de l'eau
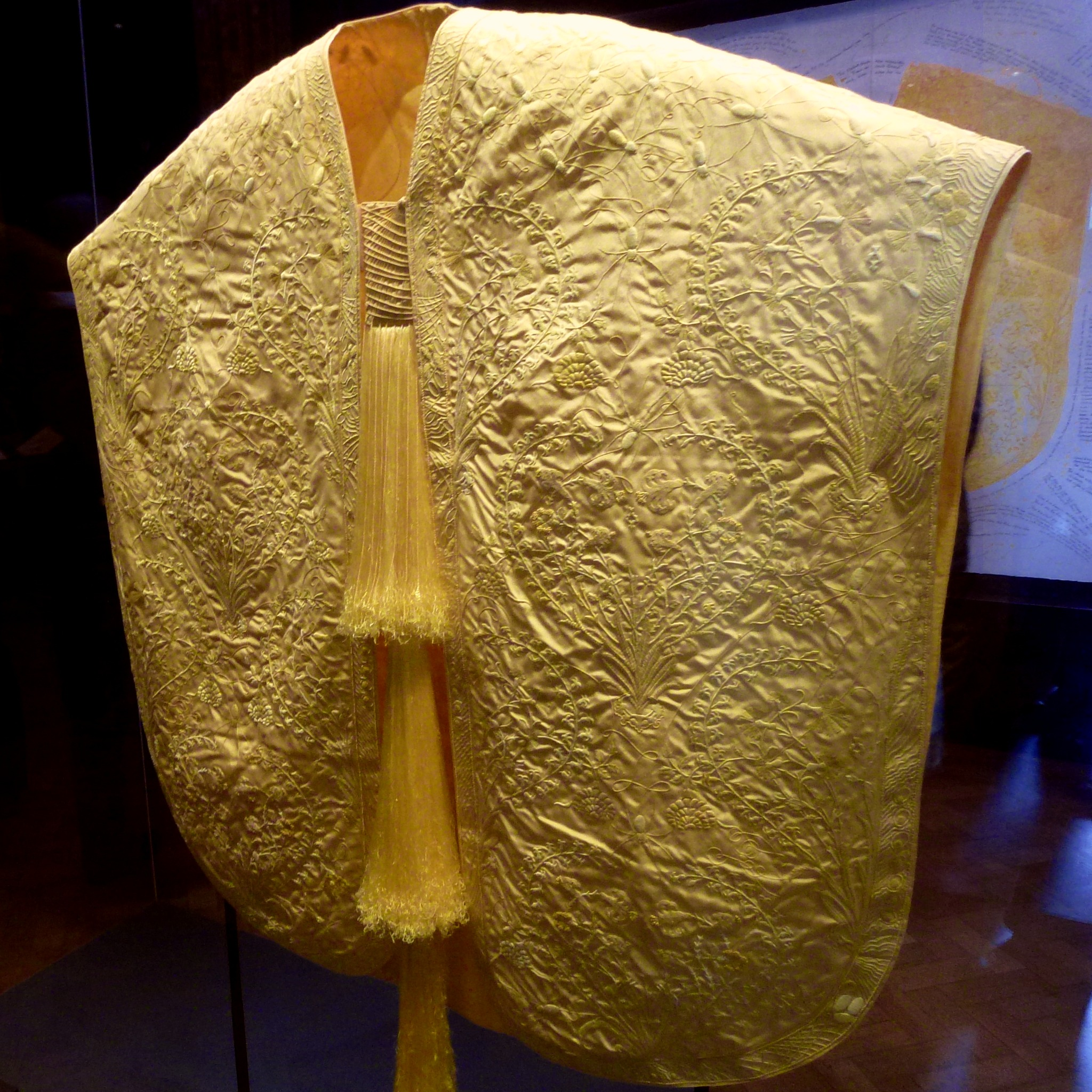
Une cape de Madagascar faite de soie d'araignée Nephila exposée au Victoria and Albert Museum de Londres en juin 2012[25].